# Laura Almerich i Santacreu

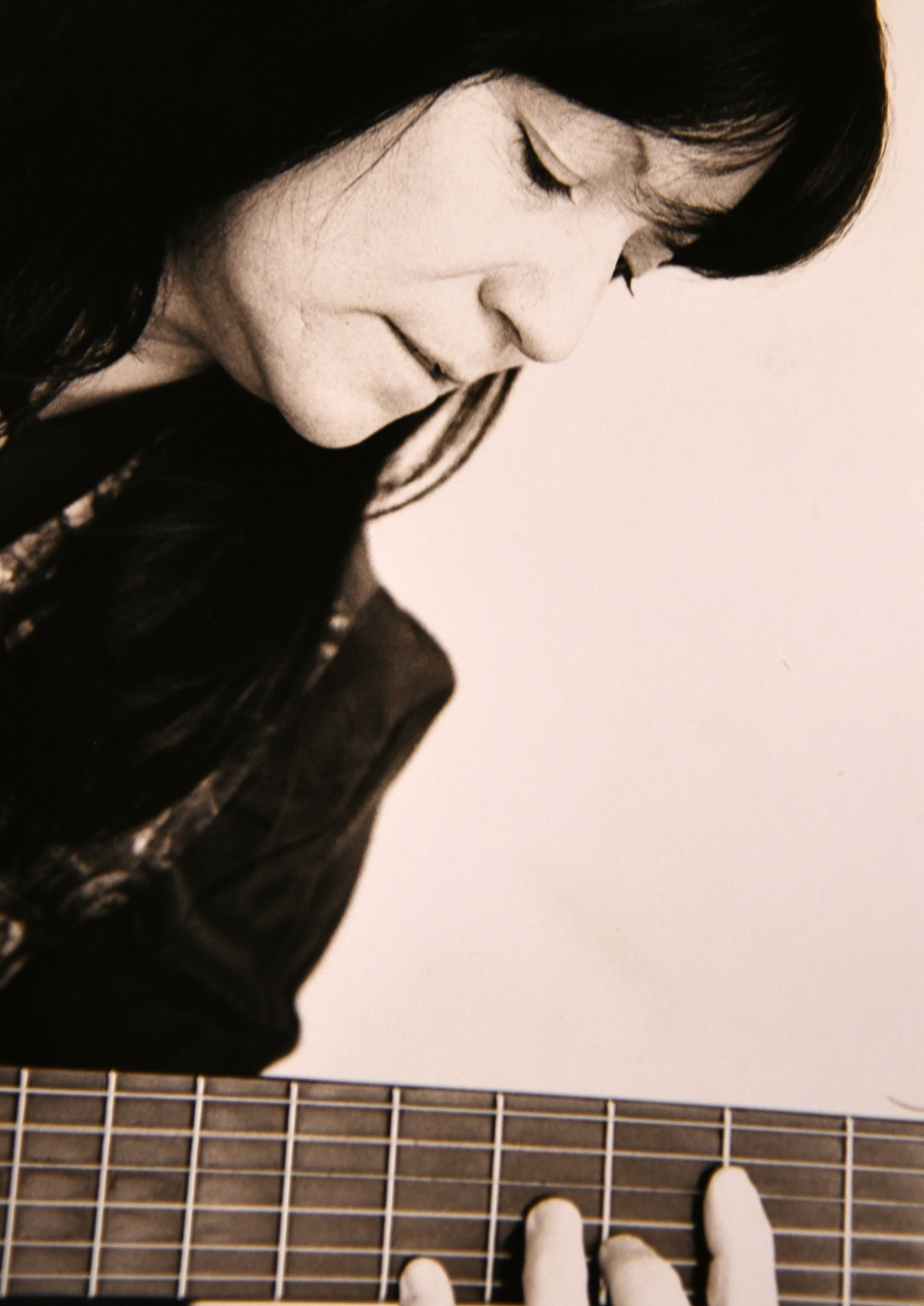
Laura Almerich i Santacreu

Laura Almerich i Santacreu (* 3. Juli 1940 in Barcelona; † 14. Juni 2019 ebenda) war eine katalanische klassische Konzertgitarristin. Sie wurde die Gitarrenbegleiterin des Liedermachers Lluís Llach und erreichte im Umfeld der Nova Cançó Catalana große Beachtung und Wertschätzung. Llach widmete ihr die beiden Lieder Laura und Roses blanques (Weiße Rosen).

## Leben und Werk
Laura Almerich machte als Kind erste Erfahrungen in der Musik bei einer benachbarten Klavierlehrerin. Im Alter von neun oder zehn Jahren riet ihr dann diese Klavierlehrerin, das Konservatorium in Barcelona zu besuchen. Sie wurde Schülerin von Gracià Tarragó am Conservatori del Liceu. Als ausgebildete Konzertgitarristen absolvierte Almerich noch eine Lautenausbildung in London. Sie trat dann in das kammermusikalische Gitarrenensemble Quartet Tarragó ein. Einige Zeit gab sie auch mit dem Ensemble Ars Musicae de Barcelona unter Enric Gisbert Konzerte mit mittelalterlicher und Renaissancemusik.
Am 19. Dezember 1969 spielte sie unter Gispert in einem Konzert im Palau de la Musica Catalana, bei dem auch Lluís Llach auftrat. Dieser Sänger aus dem Empordà hatte bereits einige unter dem Franco Regime verbotene Lieder aufgeführt. Das Publikum forderte das durch die Zensur absolut verbotene Chanson L’Estaca (Der Pfahl). Llach begann das Lied nur zu summen. Eine der ersten, die dediziert den Liedtext anstimmte, war Laura Almerich. Almerichs Manager Joan Molas schlug nach dem Konzert vor, dass Almerich generell Lluís Lach begleiten sollte. Zuvor hatte Laura Almerich schon Maria del Mar Bonet auf ihrer Schallplatte Cançons de Menorca mit der Gitarre begleitet.
In diesem neuen Umfeld der Nova Cançó Catalana und des Liedermachers und Chansonniers Lluís Llach gewann Laura Almerich zunehmend an Popularität. 1977 bei Proben für ein Konzert in Ripoll überreichte Llach Almerich die Partitur des ihr gewidmeten Stückes Laura, unterschrieben von allen Musikern der Gruppe. Llach führte das Stück hier erstmals öffentlich auf. Almerich war ab diesem Zeitpunkt unverzichtbar in die Gruppe integriert, wie das Lied „Laura“ in deren Repertoire integriert war. Llach trug Laura 1985 auch in einem Konzert im vollbesetzten Camp Nou von Barcelona vor. Almerich beendete emotional überwältigt ihr Gitarrensolo frühzeitig. Die Konzertbesucher quittierten diesen Moment mit langanhaltendem Applaus.
1994 widmete Llach seiner Gitarristin erneut ein Lied: Roses blanques oder „Weiße Rosen“ entstand in Zusammenarbeit von Llach und dem Dichter Miquel Martí i Pol. In diesem vertonten Gedicht erinnerte Llach die menschlichen Hoffnungen, die er mit Laura Almerich teilte. Auch nach dem Rückzug aus dem Musikgeschäft blieben beide freundschaftlich eng verbunden. Almerich fungierte als Schirmherrin der Lluís-Llach-Stiftung und als Jurorin für die Vergabe des Kulturpreises, der jährlich von dem Weingut Vall-Llach vergeben wurde. Almerich unterstützte Llach öffentlich, als dieser Abgeordneter im katalanischen Parlament für JxSí wurde.
Laura Almerich starb am 14. Juni 2019 nach langer Krankheit. Lluís Llach leitete die Trauerfeier in Barcelona musikalisch mit den Wünschen der Verstorbenen: Es erklang das Adagio für Streicher von Samuel Barber, das Stück Aprendre von der Llach-CD Testimo von 1989, Roses blanques jetzt von der Schauspielerin Sílvia Bel vorgetragen und Laura gespielt am Klavier von Lluís Llach selbst während Sílvia Bel die Verse Lletra a Dolors von Martí i Pol dazu rezitierte.
Die klassische Gitarre war das Hauptinstrument von Laura Almerich. Als Vollblutmusikerin nahm sie aber auch in öffentlichen Konzerten Akkordeon, Keyboard und Klavier sowie Marimba und Viola zur Hand und setzte auch ihre Singstimme ein.